# 다베이 준코
다베이 준코(일본어: 田部井 淳子, たべい じゅんこ, 1939년 9월 22일~2016년 10월 20일)는 일본의 산악인으로 혼전 성씨는 이시바시(일본어: 石橋, いしばし)이다. 1975년 5월 16일 여성으로선 처음으로 에베레스트 산 등반에 성공했다.

## 생애
1939년 후쿠시마현 미하루정에서 태어났으며, 1962년 도쿄 쇼와 여자대학교 영문과를 졸업하였다. 대학을 졸업한 다베이는 사회인 산악회에 가입했다. 거기서 일본 최고의 클라이머 요코오 고이치와 짝을 이루어 암벽 타기를 익혔으며, 역시 암벽 타기의 명수인 다베이 마사노부를 만나 결혼했다. 1969년 여성등산클럽을 만들어 여성 산악인들만으로 원정대를 구성했으며, 이후 다베이는 히라카와 히로코와 함께 1969년 7월 29일 네팔의 안나푸르나 3봉(7,577m)의 등정에 성공하였다. 1975년 5월 16일 36세가 되던 해에 여성으로서는 처음 에베레스트 산 초모룽마 등반에 성공하였으며, 이후 1981년 시샤팡마 이외에도 몽블랑, 킬리만자로, 아콩카과산, 매킨리, 옐브루스, 빈슨매시프 등을 오르며 결국 1992년에는 여성 최초로 세계 칠대륙 최고봉을 올랐다.

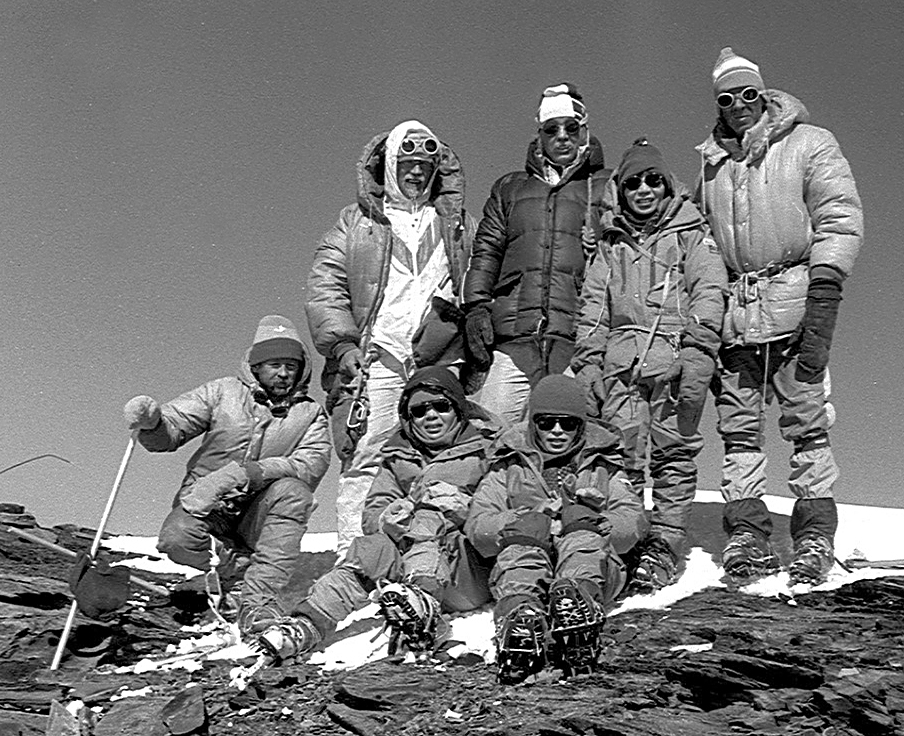
이스모일소모니봉 등정, 1985년
(윗줄 왼쪽에서 세 번째가 다베이 준코)

2012년 암 진단 이후에도 등반은 계속되었으며, 7월 학생들과의 후지산 3000m 지점까지의 등반이 다베이 준코의 마지막 등반 기록이다. 2016년 10월 20일 사이타마현의 한 병원에서 77세를 일기로 숨졌다.

## 같이 보기
- 오은선